# Paradamoetas
Paradamoetas es un género de arañas araneomorfas de la familia Salticidae. Se encuentra en Sudamérica y Norteamérica.   

## Lista de especies
Según The World Spider Catalog 12.5:
- Paradamoetas carus (Peckham & Peckham, 1892)
- Paradamoetas changuinola Cutler, 1982
- Paradamoetas fontanus (Levi, 1951)
- Paradamoetas formicinus Peckham & Peckham, 1885